# NGC 7661
NGC 7661 é uma galáxia espiral barrada (SBc) localizada na direcção da constelação de Tucana. Possui uma declinação de -65° 16' 18" e uma ascensão recta de 23 horas, 27 minutos e 14,5 segundos.
A galáxia NGC 7661 foi descoberta em 1 de Novembro de 1834 por John Herschel.